# 젠뉴지촌
젠뉴지촌(善入寺村)은 히로시마현 도요타군에 있던 촌이다. 현재의 미하라시의 일부에 해당한다.